# VOC-Kamer Hoorn

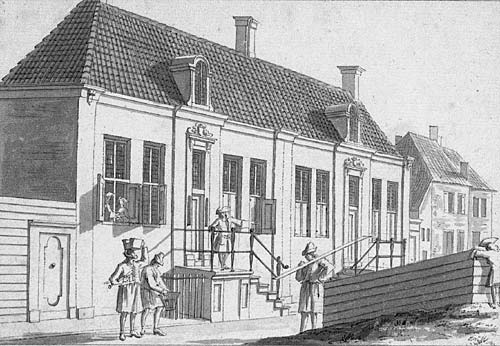
Woonhuizen van de equipagemeester en de oppertimmerman van de scheepswerf aan de Buitenluiendijk, getekend door Cornelis Pronk - 1727 (Westfries Museum)

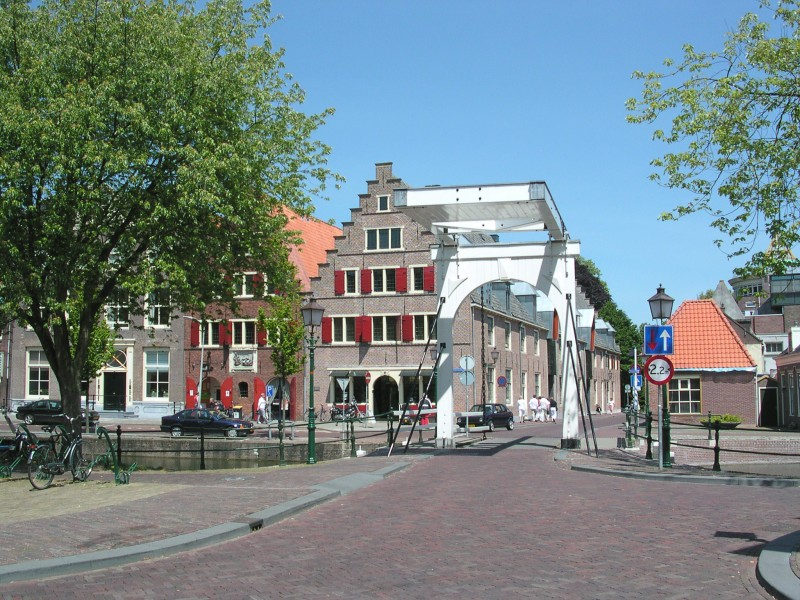
Pakhuizen van de VOC, Onder de Boompjes, Hoorn

De VOC-kamer Hoorn, was de Kamer van de Vereenigde Oostindische Compagnie (VOC) in de stad Hoorn. De Kamer van Hoorn leverde doorgaans één bewindvoerder aan het opperbestuur van de VOC, de Heren XVII.
Bij de oprichting van de VOC in 1602 telde de Kamer Hoorn zeven bewindhebbers, het kleinste aantal van alle zes kamers. Zij hielden kantoor in een oud pand van het Sint-Geertenklooster aan de Nieuwstraat. Vanaf 1696 had de ridderschap van het gewest Holland het recht om één bewindhebber te benoemen in de kamers Hoorn of Enkhuizen. Iedere drie jaar werd van kamer gewisseld. De participanten uit Hoorn tekenden voor 266.868 gulden in op het aandelenkapitaal van de VOC. Dat was ruim vier procent van het totaal ingetekende kapitaal. Alleen vanuit de kamer Rotterdam werd minder ingetekend.
Vanaf 1670 kreeg de VOC de beschikking over een oud gebouw aan de Muntstraat op de plek van het oude Sint-Catharinaklooster. In 1682 werd er een nieuw pand gebouwd, dat bekendstond als Oost-Indisch Huis. In 1606 bouwde de VOC een nog bestaand pakhuis aan Onder de Boompjes en in 1670 één aan de Vollerswaal. De scheepswerf bevond zich vanaf 1608 aan de Buitenluiendijk. Aan de Nieuwstraat werd een pand gebouw dat bekend kwam te staan als het Oost-Indisch Huis.

## Externe link

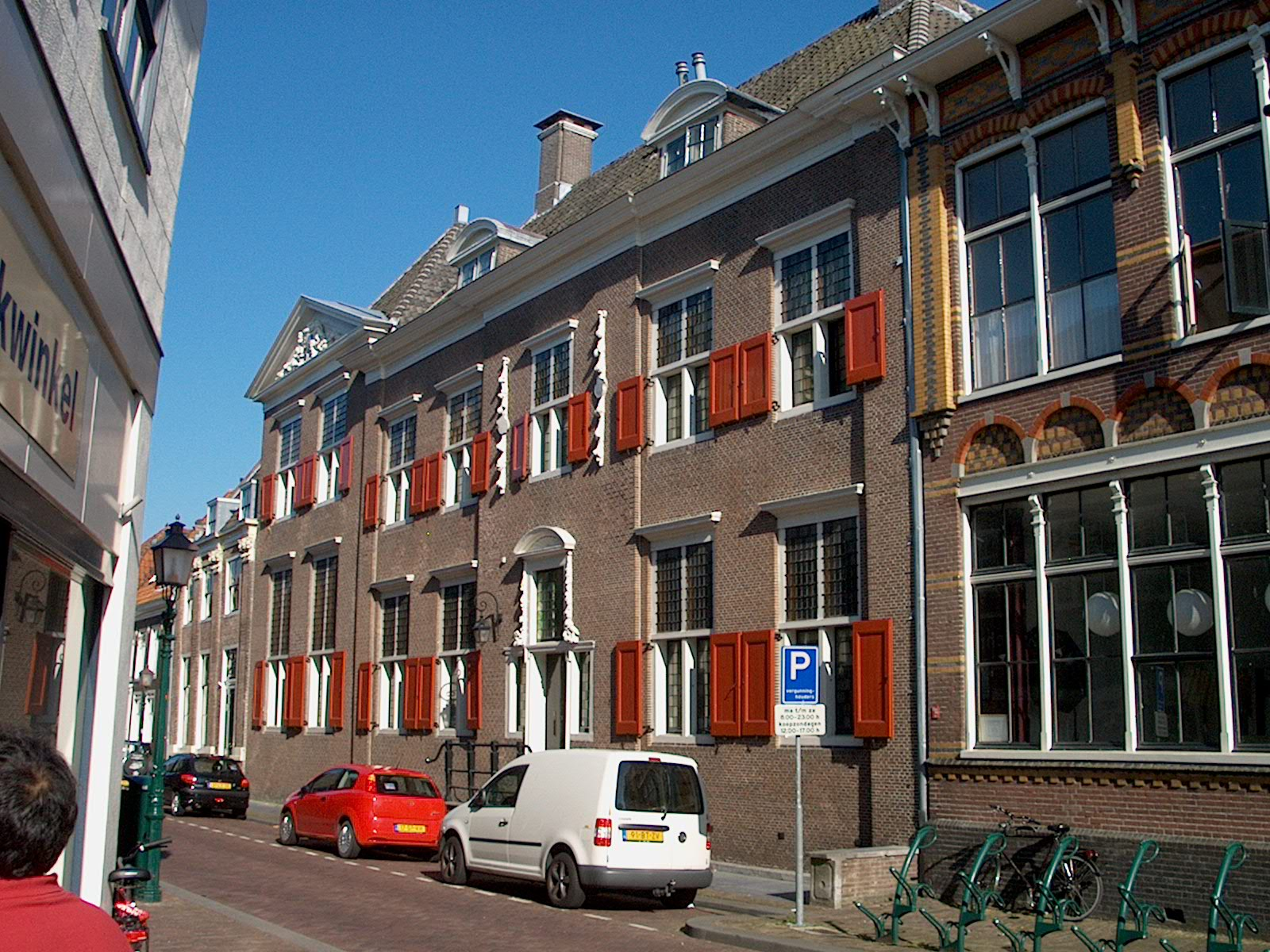
Muntstraat 2-4, het Oost-Indisch Huis.

## Bekende zeevaarders, kooplieden en reders van de VOC te Hoorn
- Jan Pieterszoon Coen
- Willem IJsbrantsz. Bontekoe
- Willem Cornelisz Schouten